# Génial-O
Génial-O (AWESOM-O en version originale) est le cinquième épisode de la huitième saison de la série animée South Park, ainsi que le 116e épisode de l'émission.

## Synopsis
Butters Stotch a un nouveau copain robot, Génial-O. Mais ce dernier est en réalité Cartman qui a un plan pour ridiculiser Butters : il se fait le meilleur ami de Butters afin que celui-ci lui raconte tous ses secrets (sans doute pour les divulguer aux autres élèves de l'école ensuite). Mais Butters révèle qu'il a une cassette vidéo sur laquelle Cartman figure déguisé en Britney Spears, aux côtés d'une silhouette cartonnée de Justin Timberlake. Dès lors le plan de Cartman change radicalement : il veut récupérer cette cassette par tous les moyens.